# フランチェスコ・グイドリン
フランチェスコ・グイドリン（Francesco Guidolin、1955年10月3日 - ）は、イタリア・カステルフランコ・ヴェーネト出身の元サッカー選手、サッカー指導者。

## 経歴
1975年、エラス・ヴェローナFCでプロデビュー。その後は、サンベネデッテーゼ、ACピストイエーゼ、ボローニャFCといったチームへの移籍と、ヴェローナへの復帰を繰り返す。1986年に引退（当時はSSCヴェネツィア所属）。
現役を引退した1986年にジョルジョーネ・カルチョのユースチームの監督に就任。1988年には当時セリエC2に在籍していたジョルジョーネのトップチームの監督に就任する。
ヴィチェンツァ（1994-98）時代、戦力的に恵まれているとはいえないクラブでコッパ・イタリア優勝（1996-97）、UEFAカップウィナーズカップ準決勝進出の実績をあげ、「ミラクル・ヴィチェンツァ」と称された。
その後、ウディネーゼ・カルチョの監督を務め（1998-99）、UEFAカップ出場権を確保するが、オーナーとの確執で解任される。1999-2000シーズンにはボローニャFC監督に就任。2003年まで監督を務め、常に中位を確保する安定した成績を残した。
2004年にはセリエBのUSチッタ・ディ・パレルモに招聘されパレルモの監督に就任し、見事にパレルモを32年ぶりのセリエA昇格に導く。翌2004-05シーズン、優れたカウンター攻撃と戦術でチームを躍進させるが、ザンパリーニ会長から守備的な戦術と批判され、シーズン後解任の憂き目にあう。
その後、セリエBのジェノアCFCの監督に就任。ここではエンリコ・プレツィオージ会長の買収工作が発覚し、クラブは降格処分を受け、グイドリンは辞任を余儀なくされる。
2005年、ディディエ・デシャンが辞任したフランスのASモナコ監督に就任する。ここではデシャンの攻撃重視から守備重視へチームをシフトするも結果を残せず、10位に終わる。
2006-07シーズンには再びパレルモの監督に就任。エウジェニオ・コリーニとアマウリを中核としてチームはまたも躍進するが、UEFAチャンピオンズリーグ出場権獲得を目指すザンパリーニはグイドリンを再び解任。成績が再び悪化するとまたもグイドリンを呼び戻した。2007-08シーズンにも、ザンパリーニはステファノ・コラントゥオーノ監督を解任してグイドリンを呼び戻し、再び解任するなど、ザンパリーニ会長に振り回され続けた。
2008年9月末、セリエBのパルマ監督に就任。アルベルト・パロスキ、ダニエレ・ヴァンタッジャートらの活躍でセリエA昇格を達成した。2009-10シーズン、昇格1年目にして8位という好成績を残したものの、シーズン終了後に退団、ウディネーゼの監督に復帰した。就任1年目の2010-11シーズンから2年連続でチームをUEFAチャンピオンズリーグ予選プレーオフ出場に導き、2012-13シーズンもUEFAヨーロッパリーグ出場権を確保する成績を収めるなど、主力の流出が続くクラブにおいて好成績を残してきた。2013年7月18日に契約を2017年6月まで延長したものの、2013-14シーズンは苦しみ13位に終わると、シーズン終了後に退任することとなった。
2016年1月18日、イングランド・プレミアリーグのスウォンジー・シティAFCの監督に就任し、同シーズンの降格回避に貢献。しかし翌2016-17シーズンは第7節終了時点で1勝1分5敗の17位と低迷し、2016年10月03日に解任された。

## クラブ歴
- エラス・ヴェローナFC 1975-1984

→  SSサンベネデッテーゼ・カルチョ 1977-1978 (期限付き移籍)
→  USピストイエーゼ1921 1979-1980 (期限付き移籍)
→  ボローニャFC 1982-1983 (期限付き移籍)
- ヴェネツィアFC 1984-1986

## 指導歴
- ジョルジョーネ・カルチョ 1988-1989
- トレヴィーゾFC 1989-1990
- ファーノ・カルチョ 1990-1991
- エンポリFC 1991-1992
- ラヴェンナ・カルチョ 1992-1993
- アタランタBC 1993
- ヴィチェンツァ・カルチョ 1994-1998
- ウディネーゼ・カルチョ 1998-1999
- ボローニャFC 1999-2003
- USチッタ・ディ・パレルモ 2004-2005
- ジェノアCFC 2005
- ASモナコ 2005-2006
- USチッタ・ディ・パレルモ 2006-2007.4、2007.5-2007.6、2007.11-2008.3
- パルマFC 2008-2010
- ウディネーゼ・カルチョ 2010-2014
- スウォンジー・シティAFC 2016.1-2016.10